# 云南黄耆
云南黄耆（学名：Astragalus yunnanensis）为豆科黄芪属的植物。分布在中国大陆的四川、云南、西藏等地，生长于海拔3,000米至4,300米的地区，一般生于山坡及草原上，目前尚未由人工引种栽培。
其种加词 yunnanensis 意为“云南的”。

## 亚种
- Astragalus yunnanensis subsp. incanus (E.Peter) Podlech & L.R.Xu
- Astragalus yunnanensis subsp. yunnanensis